# Episodi di One Tree Hill (quarta stagione)
La quarta stagione della serie televisiva One Tree Hill è andata in onda negli USA dal 27 settembre 2006 al 13 giugno 2007 su The CW. In Italia è stata trasmessa dal 23 ottobre al 20 novembre 2007 su Rai 2.
Il primo episodio della quarta stagione della serie riprende i fili del racconto esattamente da dove questo si era interrotto nella stagione precedente, ma la presenza della voce fuori campo di Lucas ripresenta tutti i personaggi e riassume quanto accaduto fino a quel momento, quasi come se l'episodio fosse un nuovo "pilot". Questa scelta è stata voluta da Mark Schwahn in quanto l'episodio è stato il primo ad andare in onda sulla The CW dopo la chiusura della rete The WB che aveva trasmesso le prime tre stagioni della serie. Poiché il nuovo network avrebbe trasmesso anche in regioni degli Stati Uniti in cui non si riceveva la WB, questa scelta intendeva favorire il nuovo pubblico e invitarlo a seguire la serie.
| nº | Titolo originale                        | Titolo italiano                            | Prima TV USA      | Prima TV Italia  |
| -- | --------------------------------------- | ------------------------------------------ | ----------------- | ---------------- |
| 1  | The Same Deep Water As You              | Tree Hill: un posto come tanti             | 27 settembre 2006 | 23 ottobre 2007  |
| 2  | Things I Forgot At Birthday             | Paura dell'ignoto                          | 4 ottobre 2006    | 24 ottobre 2007  |
| 3  | Good News for People Who Love Bad News  | Cuori che si aprono, cuori che si chiudono | 11 ottobre 2006   | 25 ottobre 2007  |
| 4  | Can't Stop This Thing We've Started     | Casualità e coincidenze                    | 18 ottobre 2006   | 26 ottobre 2007  |
| 5  | I Love You But I've Chosen Darkness     | Sorprese                                   | 25 ottobre 2006   | 29 ottobre 2007  |
| 6  | Where Did You Spleep Last Night?        | Una mano amica                             | 8 novembre 2006   | 30 ottobre 2007  |
| 7  | All These Things That I've Done         | Ricatti e tradimenti                       | 15 novembre 2006  | 31 ottobre 2007  |
| 8  | Nothing Left To Say But Goodbye         | Una seconda occasione                      | 22 novembre 2006  | 1º novembre 2007 |
| 9  | Some You Give Away                      | La finale                                  | 29 novembre 2006  | 2 novembre 2007  |
| 10 | Songs to Love and Die By                | Apri gli occhi, Lucas                      | 6 dicembre 2006   | 5 novembre 2007  |
| 11 | Everything In Its Right Place           | Vero amore                                 | 17 gennaio 2007   | 6 novembre 2007  |
| 12 | Resolve                                 | Felicità fugace                            | 24 gennaio 2007   | 7 novembre 2007  |
| 13 | Pictures of You                         | Una lezione particolare                    | 7 febbraio 2007   | 8 novembre 2007  |
| 14 | Sad Songs for Dirty Lovers              | Tutto in una notte                         | 14 febbraio 2007  | 9 novembre 2007  |
| 15 | Prom Night at Hater High                | Fantasmi dal passato                       | 21 febbraio 2007  | 12 novembre 2007 |
| 16 | You Call It Madness, But I Call It Love | Amiche ritrovate                           | 2 maggio 2007     | 13 novembre 2007 |
| 17 | It Gets the Worst at Night              | Viaggio a Honey Grove                      | 9 maggio 2007     | 14 novembre 2007 |
| 18 | The Runaway Found                       | Tutta la verità                            | 16 maggio 2007    | 15 novembre 2007 |
| 19 | Ashes of Dreams You Let Die             | L'annuario                                 | 30 maggio 2007    | 16 novembre 2007 |
| 20 | The Birth and Death of The Day          | Il giorno del diploma                      | 6 giugno 2007     | 19 novembre 2007 |
| 21 | All Of A Sudden I Miss Everyone         | Serata di addio                            | 13 giugno 2007    | 20 novembre 2007 |

## Tree Hill: un posto come tanti
- Titolo originale: The Same Deep Water As You
- Diretto da: Greg Prange
- Scritto da: Mark Schwahn

### Trama
Nathan, Rachel e Cooper, dopo l'incidente che ha concluso la terza stagione, riescono a salvarsi, ma la vita dei tre è appesa ad un filo e vengono immediatamente trasportati in ospedale. Il primo riesce a riprendersi, ma, ancora turbato e traumatizzato per l’accaduto, inizia ad essere preda di continui flashback dell'incidente. Brooke, una volta riordinate le idee, decide di rompere definitivamente con Lucas: la ragazza gli spiega che si è resa conto che non è stato l'aver saputo del bacio con Peyton a farle capire che la loro storia non funziona, ma che il reale problema tra loro è la mancanza di un vero legame emotivo, cosa che lui ha solo Peyton, con cui si è sempre aperto, confidato e che ha sempre voluto accanto nei suoi momenti importanti, aggiungendo che passano intere giornate senza avere nemmeno una reale conversazione, cosa per cui fino a poco tempo prima lui le mancava, mentre è sempre sembrato che lei a lui non mancasse mai, finendo per smettere anche lei di sentire la mancanza di lui. Lucas non sa cosa rispondere, se non che gli dispiace. Proprio Peyton, intanto, scopre di avere un fratellastro, Derek, di cui viene fatta menzione in una lettera che la ragazza trova in un vinile dei Led Zeppelin, il disco preferito della defunta madre, e ne parla con Lucas, con cui il rapporto si solidifica ogni giorno di più. In ospedale, Rachel viene interrogata perché sospettata di aver causato l'incidente ma riesce a cavarsela e si rende conto di essere perdutamente innamorata di Cooper che per il momento è in coma. Capisce anche di essere sola e che il suo comportamento ha allontanato tutte le persone che le volevano bene: l'unica a rimanerle legata sembra essere Brooke, alla quale offre di trasferirsi a casa sua per il resto dell’anno, in quanto lei ormai se n’è andata da casa di Peyton per via di quanto accaduto tra loro. Deb è sempre più dipendente dalle pastiglie, mentre Dan è occupato a coprire con la vernice rossa una scritta sulla parete della sua casa che lo addita come assassino. L'episodio si conclude con una scena che vede Brooke e Haley da una ginecologa che conferma che una delle due è incinta.

## Paura dell'ignoto
- Titolo originale: Things I Forgot At Birthday
- Diretto da: Greg Prange
- Scritto da: Mark Schwahn

### Trama
Durante una normale giornata di lavoro al Karen's cafè, Haley si accorge del comportamento strano di Deb la quale tiene una pistola in tasca dalla quale parte un colpo, per fortuna senza colpire nessuno. Dopo questo fatto allarmante Karen, Nathan, Haley e Dan cercano di convincere la donna a disintossicarsi riunendosi nella sua abitazione, ma lei non ha intenzione di accettare la sua malattia né l'aiuto di chi le vuole bene. Peyton e Lucas passano sempre più tempo insieme e i sentimenti della ragazza traspaiono nonostante Lucas non se ne accorga, troppo preso a riprendersi dalla rottura con la sua ex migliore amica. Brooke dice inutilmente a Rachel di non essere incinta, ma Rachel le consiglia di abortire lo stesso, mentre in seguito è breccia di un gruppo di ragazze che le intimano di non concedersi più a nessuno, oltre agli sguardi curiosi e indagatori dei compagni di scuola. Cooper si sveglia dal coma e parlando con Rachel salta fuori che il giorno dell'incidente lei ha mentito circa la sua gravidanza e lui l'allontana in malo modo sparendo di scena: per riprendersi la ragazza fa un servizio fotografico per Maxim posando in biancheria intima. Inoltre, dopo la dipartita di Cooper, la rossa sembra vedere gli stessi tratti distintivi in Nathan, suo nipote, e sembra decida a provarci con lui. Peyton si filma sul computer parlando a un ipotetico fratello nella speranza che lui visualizzi il messaggio e la contatti e, nel frattempo, sta sempre di più con Lucas cercando di aiutarlo a riconquistare Brooke anche se lo ama perché vuole che lui sia felice, ottenendo invece, come risultato, un rafforzamento sempre maggiore del loro legame, tanto che Brooke stessa vede nella loro vicinanza la conferma di aver fatto bene a lasciare definitivamente il ragazzo, rendendosi sempre più conto di quanto non abbia mai avuto una concreta speranza di avere con Lucas un legame forte come quello che lui ha e ha sempre avuto con Peyton. Dan, divenuto inspiegabilmente più mansueto e generoso, sistema una vecchia culla di Lucas per il nuovo figlio che Karen aspetta, l'ultimo lascito di Keith. Skills chiede a Lucas se può domandare al coach di inserirlo nella squadra e mettere una buona parola per lui. Di ritorno a casa, sul ciglio della porta di casa, Peyton trova ad aspettarla un giovane biondo che le dice di essere il fratello Derek e di averla trovata dopo aver visto il suo video su internet.

## Cuori che si aprono, cuori che si chiudono
- Titolo originale: Good News for People Who Love Bad News
- Diretto da: John Asher
- Scritto da: Mike Herro and David Strauss

### Trama
Whitey, dopo i suggerimenti di Lucas, aggiunge in squadra Skills. I Ravens giocano una nuova partita e, all’inizio, Nathan sembra in forma, invece poi va in confusione per via dei ricorrenti ricordi dell'incidente, facendo perdere la squadra: il giovane non si crede un eroe per aver salvato Cooper e Rachel. Skills si lamenta e non vorrebbe giocare, ma l'allenatore decide di farlo giocare ugualmente. In seguito, Rachel organizza una festa a casa sua: Mouth le confessa i suoi sentimenti, ma lei gli dice che lo considera solo un amico, al che lui si ubriaca e si addormenta su una panchina. Nathan dice a Haley che è pronto per andare avanti e non pensare più all'incidente. Lucas decide di rinunciare a provare a riconquistare Brooke, che continua a trattarlo male e a comportarsi in modo immaturo, e accetta, ormai serenamente, che tra loro è finita, dandole ragione sul fatto che non sono fatti per stare insieme e che si era sbagliato quando ha pensato che lo fossero qualche mese prima, mentre continua ad essere sempre più vicino a Peyton. Al termine della festa, Brooke e Rachel stanno raccogliendo le bottiglie e Rachel dice a Brooke che lei è incinta e che è meglio che abortisca, ma Brooke le dice che non è vero. Mouth è sulla panchina e sente la conversazione.
- Altri interpreti: Matt Barr (Derek)
- Musiche:
- Band / Artista da cui è tratto il titolo dell'episodio: Modest Mouse

## Casualità e coincidenza
- Titolo originale: Can't Stop This Thing We've Started
- Diretto da: Bethany Rooney
- Scritto da: Terrence Coli

### Trama
Karen, Nathan, Haley e Dan cercano di convincere Deb a disintossicarsi. La voce che Brooke sarebbe incinta si diffonde, iniziando a darle il tormento. Lucas si insospettisce per le continue fotografie che Derek fa a Peyton. Nathan scambia la macchina con una moto, ma Haley non approva. Shelly, una studentessa, a scuola cerca di convincere Brooke ad unirsi al gruppo di cui è presidentessa, le “Ragazze oneste”. Dan confessa di aver spinto lui suo fratello ad entrare a scuola ad una psicologa durante una seduta e le confessa anche di aver visto Keith tenere in braccio Lucas appena nato e che quella è stata la causa del suo odio nei suoi confronti. Whitey e Karen vogliono far rigiocare in squadra Lucas, ma lui rifiuta. Peyton confessa a Derek i suoi sentimenti per Lucas e lui le mente per tenerla legata sé, dicendole della gravidanza di Brooke e aggiungendo che Lucas avrebbe anche detto alla sua ex migliore amica che, se loro dovessero tornare insieme, taglierebbe fuori Peyton dalla sua vita per sempre: il ragazzo chiarisce immediatamente con Peyton che non è vero e che lui non la taglierebbe mai fuori dalla sua vita e comincia a sospettare di Derek. Deb licenzia Karen dal Tric. Dan cerca di convincere Lucas a tornare a giocare, e beve un caffè con Karen. Derek ruba la giacca di Peyton e la fa indossare a casa ad una prostituta, e si fa tatuare sulla schiena il disegno dell'angelo della morte fatto da Peyton. Brooke parla con Shelly che le confessa di aver abortito e che se ne pente ancora. Scopriamo finalmente la verità sulla gravidanza: effettivamente è Haley quella incinta e Brooke vuole che lei confessi perché la questione sta diventando troppo pesante da reggere e tutti le stanno addosso per qualcosa di falso. Haley così confessa la cosa a Lucas dicendole di aver paura della reazione di Nathan alla notizia e l’amico la tranquillizza. Nathan va al ponte dell'incidente con Rachel e lei ammette di aver visto Keith il giorno dell'incidente.
- Musiche:
- Riferimento del titolo: Il titolo fa riferimento al brano cantato da Bryan Adams

## Sorprese
- Titolo originale: I Love You But I've Chosen Darkness
- Diretto da: Stuart Gillard
- Scritto da: Mark Schwahn

### Trama
Dopo che Haley ha confessato a Lucas di essere incinta lui insiste nel voler star vicino sia a lei che alla madre Karen (la quale non è d'accordo perché vuole che il figlio pensi alla sua vita). Mentre accompagna la madre ad un’ecografia, Lucas in ospedale incontra la prostituta con il giaccone di Peyton picchiata a sangue e si allarma. Riporta il giaccone a Peyton e le racconta dove l'ha trovato e le rivela di essere preoccupato, poi va alla polizia per scoprire chi è Derek perché ormai è certo che sia un impostore. Haley racconta a Nathan di essere incinta e lui arrabbiato se ne va da Rachel, che ci prova con lui e gli rivela di avergli mentito su Keith, ma lui ovviamente la respinge. Brooke è felice di dire a tutti che lei non è incinta, ma nel farlo rivela a tutta la scuola che ad esserlo è Haley. Lei va dal padre di Nathan per dirgli della gravidanza e lui si mostra felice, mentre Nathan va dalla madre per dirgli della sua nuova opportunità come giocatore, ma non della gravidanza. Dan va da Nathan a dirgli che lui ha ragione ad essere terrorizzato dalla gravidanza e di intimare a Haley di non ostacolare le sue scelte future riguardo al basket usando come scusa il nuovo nascituro. Nathan confessa ad Haley di essere terrorizzato e che vuole che lei scelga di aiutarlo ad andare alla Duke. La polizia chiama Lucas per dirgli di aver catturato Derek che in realtà si mostra essere un altro ragazzo ed il vero fratellastro di Peyton. Ad una conferenza stampa, Nathan confessa che il suo sogno è la Duke, ma che è più importante il suo futuro con la famiglia: Haley ascolta il discorso in tv ed è felicissima mentre Dan è profondamente deluso. Lucas chiama Peyton per avvisarla di ciò che ha scoperto proprio mentre il falso Derek arriva a casa sua e la aggredisce: fortunatamente il ragazzo arriva in tempo e i due iniziano a lottare e a salvare la situazione arriva il vero Derek, anche se alla fine il falso Derek riesce a scappare. Rachel iscrive Brooke su un sito per incontri mentendo sul suo nome e sulla sua età e quando glielo rivela Brooke mediante il sito incontra un uomo con il quale ha una storia di una notte e che pensa di non rivedere mai più.

## Una mano amica
- Titolo originale: Where Did You Spleep Last Night?
- Diretto da: Paul Johansson
- Scritto da: William H. Brown

### Trama
Peyton si è barricata in casa per la paura e Lucas le sta vicino consigliandole di chiamare il padre e di non pensare a cosa si dice a scuola, così lei accetta di passare un po’ di tempo a casa di lui per non stare sola. La ragazza cerca di avere contatti con il vero fratello, che si scopre essere un marine, ma questi si rifiuta, così Lucas interviene facendogli capire che Peyton ha bisogno di lui. Così il vero Derek l'aiuta nell'affrontare fisicamente un aggressore e le insegna a difendersi, poi se ne va dicendo a Lucas che la terrà comunque d'occhio, ma che a prescindere da tutto, Peyton ha già qualcuno di molto speciale nella sua vita che per lei c’è sempre e quel qualcuno è proprio lui. Brooke, nonostante tutti i problemi con Peyton, mostra alcuni segni di preoccupazione per lei nonostante chieda a Haley di non riferirglielo. Nathan e Haley parlano del loro futuro familiare ed economico e a creare problemi arriva un allibratore, Daunte, che vuole convincere Nathan a truccare delle partite in cambio di un aiuto economico e lui è tentato, soprattutto dopo che il padre ha rifiutato di aiutarlo. Haley, a causa di tutti i problemi crede di non poter andare avanti con la gravidanza, ma Karen l'aiuta dandole il suo vecchio posto da cameriera e standole vicino. Brooke scopre che il ragazzo al quale aveva mentito sull'età è il suo nuovo professore di inglese: Rachel le fa da spalla per aiutarla ad affrontarlo, ma lui si mostra comunque interessato e decidono di avere una relazione segreta. Brooke mente anche a Rachel che non si lascia ingannare. Lucas, nonostante il problema al cuore, torna a giocare per 15 minuti a partita e rientra col numero della maglia di Keith.

## Ricatti e tradimenti
- Titolo originale: All These Things That I've Done
- Diretto da: David Jackson
- Scritto da: Adele Lim

### Trama
Haley comunica a Nathan che andrà alla Duke con lui perché l'hanno ammessa. Intanto, però, Nathan deve dei soldi all'allibratore, che gli era andato incontro economicamente in apparenza senza volere niente di particolare in cambio; ora gli rivela ne vuole il doppio come risarcimento e che se non può dargli quella cifra allora dovrà vincere la partita alle sue condizioni, con nove punti di scarto. Lucas li vede discutere e sospetta qualcosa. Peyton è ancora terrorizzata dal finto Derek e lo vede ovunque, mentre il vero fratello la continua ad aiutare in maniera dura, esortandola a vincere le proprie paure e ad uscire dalla barriera che ha costruito attorno a sé come forma di difesa. Brooke dà il via ad una sfilata di moda che si dimostra un successo. Mouth viene avvicinato da una modella che gli propone una serata con le sue amiche ma la stessa serata Mouth dovrebbe passarla con l'amica delle cronache sportive che ha dimostrato una palese cotta per lui. Il ragazzo non sa decidersi. Rachel sembra provarci con il professore che frequenta Brooke, per poi andare da lei e dirle che è l'uomo che ci ha provato con lei. Brooke viene convocata dal preside, che è stato informato da Rachel della relazione fra lei e il professore che mette a repentaglio il suo lavoro. Così si reca a casa dell'uomo per chiarire la situazione e capire se ci abbia realmente provato con Rachel e lo scopre a letto con una modella. Infuriata con lui e con sé stessa per avergli creduto, gli dà due schiaffi e si reca da Rachel per scusarsi per non averle creduto.

## Una seconda occasione
- Titolo originale: Nothing Left To Say But Goodbye
- Diretto da: Janice Cooke
- Scritto da: John A. Norris

### Trama
Derek, che ha ormai capito che la sorella è innamorata di Lucas, dice a Peyton di dare una possibilità al ragazzo rivelandogli finalmente ciò che prova per lui e facendo un primo passo invitandolo ad una festa organizzata in onore della squadra prima della finale del Campionato di Stato, ma anche Brooke vorrebbe riavvicinarsi a lui dopo la delusione avuta dalla fallita relazione con il professore, sebbene sia molto poco convinta che sia la cosa giusta oltre a non essere nemmeno più sicura di amarlo ancora o meno. Così chiede a Lucas di accompagnarla alla festa, lui accetta e subito dopo Peyton gli fa la medesima proposta, ma lui le spiega che ha già accettato l'invito della sua ex amica, scusandosi molto e rivelandole che ormai non è più affatto sicuro che sia una buona idea fare un ultimo tentativo di riavvicinamento con Brooke e che anche lui non sa più se vuole tornare con lei. Nel frattempo, Rachel chiede a Haley di farle da tutor quando scopre che sta per perdere l'anno per colpa di un'insufficienza in matematica. Nathan ha sempre più problemi con l'allibratore Daunte, il quale gli intima di perdere la finale oppure gli spezzerà una gamba impedendogli di giocare a basket per il resto della sua vita. Chiede aiuto al padre, raccontandogli il casino nel quale si è cacciato. Questi si reca dai due allibratori cercando un accordo ma questi minacciano di fare del male ai suoi cari; impotente, Dan dice a Nathan di perdere la partita. Dan chiede a Karen di andare con lui alla festa in veste di amici anche se è palese che l'uomo stia cercando di riavvicinarsi sentimentalmente a lei. Dopo un discorso commovente da parte del coach riguardo al suo grande amore per la defunta moglie Camilla e su quanto sia importante trovare la persona giusta con cui condividere la propria vita, tutti riflettono sui propri sentimenti e Brooke e Peyton parlano di Lucas: Brooke chiede a Peyton come mai non abbia rivelato i suoi sentimenti al ragazzo da quando loro si sono lasciati e Peyton risponde che le aveva promesso che non l’avrebbe fatto se e finché non sarebbe stata certa che tra loro fosse davvero finita e che aveva intenzione di farlo quella sera stessa invitandolo alla festa, ma poiché ora loro sembra stiano tornando insieme ha lasciato perdere, così Brooke confessa che si è resa conto che ha invitato Lucas alla festa non per una reale volontà di tornare con lui, ma per fare un dispetto all’amica, la quale ovviamente si arrabbia. In seguito Derek, che ha accompagnato Peyton alla festa sicuro che necessitasse di un supporto morale e di compagnia, le spiega che deve partire per una missione e lei, in lacrime, gli dice che il suo disegno con scritto "le persone se ne vanno sempre", che lei sperava di poter finalmente buttare, dopotutto non è da nascondere, visto che ancora una volta una persona a lei cara l'abbandona: Derek le dice che non appena potrà tornerà da lei. Alla fine della serata, Lucas riaccompagna Brooke a casa ed entrambi concordano sul fatto che quell’appuntamento è effettivamente stato un grandissimo sbaglio, essendosi resi conto, grazie al discorso fatto da Whitey, che non sono la persona giusta l’uno per l’altra in quanto non vedono affatto il proprio futuro insieme, mettendo la parola fine una volta per tutte alla loro storia e decidendo di essere solo amici, dopodiché Brooke, una volta rimasta sola, si siede sui gradini di casa a sfogliare un album fotografico di loro due, per poi chiuderlo, esattamente come è ormai definitivamente chiuso quel capitolo. In seguito, Lucas si reca da Peyton, scusandosi per non aver passato più tempo insieme a lei durante la serata, poi le dice che tra lui e Brooke è davvero finita, questa volta definitivamente, così la ragazza coglie la palla al balzo e gli dichiara i suoi sentimenti, lasciandolo sbigottito e senza parole perché impreparato ad una confessione del genere.
- Il titolo fa riferimento al brano cantato da Audioslave

## La finale
- Titolo originale: Some You Give Away
- Diretto da: Greg Prange
- Scritto da: Mark Schwahn

### Trama
È il giorno della finale del Campionato di Stato per i Ravens, nonché l'occasione per coronare il sogno di una vita per il coach Whitey. Lucas parla con Skills della dichiarazione di Peyton dicendogli di non sapere cosa fare perché, sebbene abbia sperato per tanto tempo che tra loro potesse esserci di più di una semplice amicizia, ad un certo punto ha dovuto arrendersi al fatto che forse non era destino, dato che c’era sempre qualcosa che li allontanava, e che magari anche lei è soltanto un po’ confusa per via del fatto che ultimamente lui c’è stato per lei in diverse occasioni, ma Skills gli risponde che forse è lui quello confuso, mentre lei sembra finalmente avere piuttosto chiaro che vuole di più di una semplice amicizia e che se lui invece vuole convincersi loro due sono solo amici può farlo, ma forse dovrebbe ricordarsi che lei si è semplicemente trovata in quelle situazioni difficili pur non volendolo, mentre lui ha sempre scelto di esserci per lei, quindi magari dovrebbe rifletterci bene prima di pentirsi di aver preso la scelta sbagliata. Inoltre, Lucas ha scoperto cos'ha fatto il fratello e cos'ha intenzione di fare quella sera, gli dichiara la sua delusione. Nathan sta rimuginando se perdere davvero la partita per volere dei suoi aguzzini oppure no, ma quando questi lo aggrediscono finendo quasi per spaccargli una gamba la sua decisione sembra ormai obbligata. Rachel e Haley iniziano le ripetizioni ma la prima non sembra realmente intenzionata a migliorare, ma piuttosto mira alla chiave di Haley che dà accesso a un armadio contenente i test di matematica, così da potersi preparare per tempo e superarli senza problemi. Karen convince Deb ad andare con lei a vedere la partita del figlio, ma quando in macchina la trova addormentata per colpa dei farmaci cambia direzione e la riporta alla clinica, poi risale in macchina e raggiunge il campo. Prima della partita Haley si sente male e, dopo una visita in ospedale, scopre il sesso del bambino: un maschietto. Dopo che Dan ha detto a Nathan di perdere la partita perché impossibilitato ad aiutarlo, questi sembra intenzionato a fare come gli è stato intimato e per evitare di perdere Lucas non prende le sue medicine e cerca di giocare al massimo per non perdere. Alla fine del primo tempo Haley informa Nathan del sesso del bambino e questi, felice e desideroso di non deludere i suoi cari, decide di vincere la partita e con l'aiuto di Lucas ci riesce. A fine partita, Lucas finalmente fa chiarezza una volta per tutte sui suoi sentimenti, capendo che è sempre stata Peyton il suo unico vero amore nonostante tutto, così, dopo che anche Brooke lo ha incoraggiato ad andare dall’amica perché ormai è chiaro anche a lei che i due sono fatti per stare insieme, le dice che è lei che, da sempre, vuole al suo fianco quando i suoi sogni si realizzeranno, poi i due si scambiano un lungo e agognato bacio in mezzo al campo e si mettono insieme: sembra essere arrivato un lieto fine, ma, all'uscita dai festeggiamenti per la vittoria, Daunte investe tragicamente Haley per vendicarsi di Nathan e, nello stesso momento, Lucas, che era accorso in aiuto dei due, ha un infarto.

## Apri gli occhi, Lucas
- Titolo originale: Songs to Love and Die By
- Diretto da: John Asher
- Scritto da: Mark Schwahn

### Trama
Lucas e Haley vengono portati d’urgenza in ospedale e per entrambi la situazione è critica. Nathan è disperato sia per quanto accaduto a Haley sia perché, in un momento di rabbia, ha raggiunto Daunte, che ha sbandato e si è schiantato, nella sua macchina e lo ha picchiato a morte, venendo poi soccorso da Dan, che ha deciso di prendersi la colpa dell’accaduto per proteggere il figlio. Peyton accorre in ospedale e resta al capezzale di Lucas dicendole come lui l’abbia sempre salvata e che vorrebbe che ora lui le desse un segno su come farsi salvare da lei. Intanto, il ragazzo, in coma, sogna Keith, che gli mostra come sarebbe stata la vita delle persone che ama se lui non ci fosse stato: se lui non fosse rientrato a scuola il giorno della sparatoria e non l’avesse salvata, Peyton sarebbe morta e Brooke sarebbe caduta in depressione profonda non perdonandosi di averla lasciata indietro, se lui non avesse raggiunto Haley in tournée con Keller dicendole di tornare, lei lo avrebbe fatto troppo tardi e Nathan, per orgoglio, non l’avrebbe perdonata, mettendo fine alla loro storia per sempre, se lui ora morisse, Peyton andrebbe avanti con la sua vita, ma non riuscirebbe mai a lasciarlo andare davvero perché il loro amore è troppo forte. Lucas, oltre a dirsi dispiaciuto per le brutte cose che continuano a capitare a coloro che ama, ricorda com'è iniziata la sua storia con Peyton, di come lui sia stato il primo a credere in lei, e si rende conto che non le ha mai detto che la ama, perciò non può morire perché deve assolutamente tornare da lei e dirglielo. Keith, prima di salutarlo, lo riporta al giorno della sparatoria, dicendogli di interrogarsi bene e se è realmente convinto che possa essere stato davvero Jimmy a sparargli perché in fondo era un suo amico e lo conosceva bene e instillandogli il dubbio che magari possa essere andato diversamente. Intanto, Brooke e Peyton finalmente si prendono un momento per loro e parlano, con la seconda che chiede alla prima se potranno mai tornare ad essere amiche: Brooke dice a Peyton che per lei va bene, che è ancora lì, ma non come prima perché il passato non si cancella. Peyton, a malincuore, accetta la decisione dell’amica, ma poi entrambe dimostrano nuovamente quanto tengano ancora l’una all’altra nel momento in cui vanno a trovare contemporaneamente Haley (da cui va Peyton) e Lucas (da cui invece va Brooke) “affidando” l’amica alla persona accanto a cui sono, visto che loro si sono allontanate: nonostante tutto, l'affetto che le lega è ancora molto forte. Infine, Haley si risveglia e lei e Nathan scoprono che anche il bambino sta bene, per la gioia di entrambi, e anche Lucas riapre gli occhi.

## Vero amore
- Titolo originale: Everything In Its Right Place
- Diretto da: Michael Lange
- Scritto da: Dawn Urbont

### Trama
Ormai guarito dall'infarto, Lucas torna a scuola e alla vita di sempre, mentre Haley, dopo l'incidente, è ancora convalescente a casa, ma Nathan si prende amorevolmente cura di lei e tutto sembra essere tornato alla normalità. Ma, ovviamente, non è così. Brooke e Rachel entrano furtivamente nella scuola di sera per rubare i test di matematica (visto che la prima ha preso una F nell'ultimo e rischia di perdere l'anno) ma vengono sorprese dal preside così, per non ammettere ciò che hanno fatto, mentono dicendo di essere lì per entrare nella cerchia delle "Ragazze oneste" e per sostenere la bugia sono costrette ad iscriversi davvero. Intanto, Lucas, felice di poter vivere finalmente la sua storia d’amore con Peyton, avverte un distaccamento da parte di lei che, pur essendo innamorata di lui, fatica ad esternare i suoi sentimenti in pubblico: la ragazza confida a Haley che il suo comportamento è dettato dal fatto che, siccome tutte le persone a cui vuole bene per un motivo o per l'altro la abbandonano sempre, teme che possa succedere anche con Lucas visto che appena dopo essersi messi insieme ha avuto l'infarto, ma l’amica subito le risponde che nessuna di coloro che l’hanno abbandonata è Lucas e che quindi non deve avere paura. In seguito, Peyton confida questa sua paura anche a lui, che la rassicura dicendole che non tutti l’hanno abbandonata perché lui è ancora lì e non se ne andrà e anzi è proprio per tornare da lei che si è ripreso: non poteva morire perché non le aveva ancora detto che la ama e così, finalmente, glielo dice per la prima volta, rassicurandola. Così, Peyton riesce a superare questo ostacolo e lei e Lucas iniziano finalmente a godersi serenamente la loro storia d’amore dopo aver atteso così tanto prima di ritrovarsi. Deb, intanto, riesce a scappare dalla clinica dove è stata ricoverata e si reca in casa del figlio alla ricerca di pastiglie. Dan è in prigione, incriminato per omicidio di secondo grado e riceve la visita di Nathan che gli dice di non preoccuparsi perché ha intenzione di accollarsi le sue responsabilità. Il padre, però, cerca di dissuaderlo dal confessare la verità, sarà lui a dichiararsi colpevole dell'omicidio di Daunte per proteggere il futuro del figlio, della consorte e del bambino che porta in grembo. Per Nathan la vicenda ha un peso insostenibile, così decide di confidarsi con Haley che reagisce alla cruda verità andandosene di casa e decidendo di rimanere per un po’ da Lucas, ma alla fine della puntata Nathan va a trovarla e riesce a parlarle: i due si chiariscono e lei decide di tornare a casa.

## Felicità fugace
- Titolo originale: Resolve
- Diretto da: Moira Kelly
- Scritto da: Michelle Furtney-Goodman

### Trama
Lucas e Peyton fanno ormai coppia fissa e non potrebbero essere più felici. Skills propone a Nathan un concorso di ballo che comporta lo strep tease, per il quale è previsto un premio di 1000 dollari, che fanno gola al giovane atleta che sta attraversando un difficile periodo a livello economico. Haley è in crisi perché non ha niente da mettere per il ballo, e la pancia ingrossata non le permette di usufruire dei vecchi abiti, così Nathan partecipa al concorso assieme a Skills e a Mouth e vincono; con i soldi acquista un vestito premaman ad Haley. Intanto Brooke incontra Chase, che si è appena trasferito in città e fa parte del gruppo dei Ragazzi Onesti, dai quali Rachel viene espulsa in seguito alla visione di un video dove la ragazza di toglieva maglietta e reggiseno davanti ad altre persone. A Brooke non va giù che Chase non la degni di uno sguardo e chiede consiglio a Mouth che in quel momento fa la conoscenza di Shelly, la ragazza che ha fondato le Ragazze Oneste, e si prende una cotta per lei. Lucas e Peyton si recano al cimitero a trovare la mamma della ragazza, che vuole “presentarle” il ragazzo che le ha fatto tornare il sorriso e l’ha resa di nuovo felice. Inoltre, qui Lucas ha un flashback sul sogno avuto durante il coma e inizia a venirgli viene il dubbio che effettivamente Keith non sia stato ucciso dal suo vecchio amico, ma da qualcun altro, un dubbio che successivamente espone alla madre, turbandola. Così, Lucas parla dei suoi turbamenti a Peyton e poi le dice che forse è arrivata l’ora di smetterla con le preoccupazioni e che adesso è il loro momento di essere finalmente felici: la ragazza accetta con piacere la proposta del fidanzato e i due continuano a godersi la loro storia. Karen si sta avvicinando sempre di più a Dan e Deb, vedendoli, le intima di stargli lontano per non soffrire una seconda volta. Quest'ultima ha un acceso scontro con l'ex marito, che le confessa di aver sempre amato solo Karen e che lei è sempre stata solo un ripiego, e successivamente viene respinta per l'ennesima volta dal figlio. Questo, in aggiunta alla sua dipendenza da farmaci, la fa sprofondare nella disperazione, spingendola a cercare di togliersi la vita ingerendo le pastiglie, venendo salvata in extremis da Dan. Brooke, che copiando ha preso una A a un compito in classe, per questa ragione viene avvicinata da Chase che le chiede di darle ripetizioni e in cambio la porterà a cena. Nel frattempo il preside ha scoperto che sono stati sottratti illegalmente i test e avvisa che quando scoprirà il colpevole questi verrà espulso dalla scuola. Alla fine della cena con Chase, Brooke si mette con lui, mettendo in conto che essendo un Ragazzo Onesto non potrà avere da lui più di un bacio. Dan e Karen stanno cenando a casa di lei, che informa lui dell'idea di Lucas che lo zio non sia stato ucciso dal compagno di classe.

## Una lezione particolare
- Titolo originale: Pictures of You
- Diretto da: Les Butler
- Scritto da: Mark Schwahn

### Trama
Al liceo di Tree Hill, un professore decide di far fare una lezione particolare ai ragazzi. Ognuno, pescando dal cappellino di Nathan, troverà il nome della persona con cui dovrà passare un’ora della giornata esponendosi reciprocamente delle domande per conoscersi meglio e, al termine dell'esercizio, scattarsi una foto per come l'altro gli appare dopo averlo conosciuto meglio. Shelly, capo delle Ragazze Oneste, pesca Mouth dopo averlo definito uno "sfigato". Rachel dovrà stare con Bevin, Haley con Skills, Glenda, una ragazza conosciuta da Brooke durante la sparatoria, con Lucas. Brooke aveva pescato il nome di Nathan, ma Peyton, che aveva pescato Chase, scambia i due nomi per dare la possibilità all’amica di conoscere meglio il ragazzo che le interessa attualmente, così Peyton fa coppia con Nathan e Brooke con Chase. Ogni coppia si scambia paure, ricordi del passato, sogni e pensieri per il futuro e segreti, scoprendo che sino a quel momento si erano dimostrati molto superficiali gli uni con gli altri e che nessuno conosceva davvero l’altro. Molti imparano qualcosa dall'altro compagno e a sua volta gli insegnano qualcosa. Brooke decide di non avere più segreti, infatti svela a Chase i suoi sentimenti e gli sbagli che ha commesso, tra cui copiare al compito di matematica, e alla fine si scambiano un bacio dopo che lui si è fatto promettere che non ci saranno più sorprese. Anche tra Shelly e Mouth nasce una certà intimità. Peyton, invece, dice a Nathan che è fiera di lui perché vede quanto è cresciuto dai tempi della loro storia, ma che deve anche pensare un po' di più a sé stesso e non solo a Haley e al bambino, altrimenti rischia di annullarsi completamente. Haley comunica a Skills che il ragazzo ha ricevuto una borsa di studio per il college e Lucas decide di far legger a Glenda la bozza di un manoscritto su cui sta lavorando, rivelandole che diventare uno scrittore è diventato il suo sogno, da quando quello di essere un cestista si è infranto per via della sua malattia cardiaca.

## Tutto in una notte
- Titolo originale: Sad Songs for Dirty Lovers
- Diretto da: Janice Cooke
- Scritto da: William H. Brown

### Trama
Mentre fervono i preparativi per il ballo, Nathan va a trovare sua madre Deb nella clinica in cui è ricoverata. Scopre che è sobria da tre settimane ma è comunque molto duro con lei. Dan intanto accompagna Lucas ad acquistare lo smoking per il ballo e decide di regalarglielo. Quando Dan riaccompagna a casa Lucas, Karen ascolta una loro conversazione e si convince che Dan stia davvero cambiando. Haley propone a Nathan di trasferirsi nella casa di Deb per risparmiare i soldi dell'affitto e per controllare che Deb rimanga sobria. Nathan accetta e porta Mouth (che intanto è stato mollato da Shelly) e Skills con sé a casa, per gettare via tutti i medicinali e le bottiglie di alcolici di Deb. A scuola si scopre che i test di matematica sono stati rubati, quindi il professore decide di sottoporre gli studenti ad un test a sorpresa per far venire allo scoperto il colpevole: Brooke passa il test e riceve le scuse del preside che aveva sospettato di lei, Rachel no e si costituisce. In realtà lo fa per aiutare Brooke a realizzare il suo sogno: produrre una linea di abbigliamento per Victoria's Secrets. Hailie viene convocata nell'ufficio del preside, che decide di sollevarla dal suo incarico di tutor perché era lei la responsabile della chiave dell'armadietto da cui sono stati rubati i test. Nathan organizza una festa a casa di Deb, invitando tutti gli studenti di Tree Hill. Mouth perde la sua verginità con Shelley, che poi scappa via in lacrime lasciandolo nuovamente solo. Haley accusa Rachel di essere stata disonesta, le versa un drink in piena faccia e le dà uno schiaffo. Rachel tenta di reagire ma viene cacciata di casa da Skills. Brooke la segue e Rachel le rivela ciò che ha fatto: ha sostituito il test di Brooke con il suo (corretto) perché non voleva impedirle di realizzare il suo più grande sogno. Lucas e Peyton, dopo averci riflettuto in quanto vogliono che la loro prima volta sia speciale, decidono di fare l'amore nella stessa stanza dove lei, circa un anno prima, scappò per paura dei suoi sentimenti per lui, ma la ragazza è comunque contenta di aver aspettato perché all’epoca sarebbe stata solo una notte di sesso, mentre ora stanno insieme e sono più innamorati che mai e quindi è questo il momento giusto. Mentre si stanno spogliando, però, i due sentono delle urla dal piano di sotto: pare che tra i vecchi filmati che tutti stanno visionando, sia comparso un film a luci rosse girato da Nathan e Peyton ai tempi della loro relazione, ma con enorme sorpresa di tutti si scopre che la protagonista del filmato non è Peyton, bensì Brooke, e tutti ne rimangono a bocca aperta.

## Fantasmi dal passato
- Titolo originale: Prom Night at Hater High
- Diretto da: Paul Johansson
- Scritto da: Mike Herro and David Strauss

### Trama
L'episodio inizia con una scena di due anni prima, in una delle tante occasioni in cui Peyton ha lasciato Nathan, e dopo poco il ragazzo si ritrova a letto con Brooke, entrambi ubriachi, e lui decide di filmare il tutto, salvo poi dimenticarsi dell'esistenza della cassetta contenente la registrazione. Si ritorna al presente: Brooke si ritrova con un occhio nero perché Peyton le ha tirato un pugno dopo aver visto il video. Rachel viene espulsa dalla scuola dopo aver confessato di essere stata lei a rubare il test di matematica per coprire Brooke, che secondo lei è più meritevole di diplomarsi, ed è costretta a tornare dai suoi genitori lasciando per sempre Tree Hill. Intanto, Haley è ancora confusa e arrabbiata per la questione del video e chiede a Nathan di fare una lista di tutte le ragazze con cui è stato a letto, con sommo disappunto del ragazzo, che rivendica che quella versione di lui appartiene a tanto tempo prima e non esiste più e che ora lui è un'altra persona, suo marito e colui che sta per diventare il padre del loro bambino. Così, Nathan decide di consegnare ad Haley due lettere: una contenente ciò che gli ha richiesto e un'altra dove ha segnato il nome dell’unica ragazza con cui l'ha fatto, ma di cui è da sempre realmente innamorato, il suo. Dopo diversi ripensamenti e una chiacchierata con Deb, con la quale ora dividono casa e che le ricorda di quanto Nathan sia cresciuto a cambiato solo grazie a lei, Haley decide di riappacificarsi con lui e di non leggere quella che lei chiama la “lista del playboy” perché sa che è una lista che non appartiene più al ragazzo che ama. Intanto, tutti sono attivi per i preparativi del ballo, ma ogni cosa sembra andare per il verso sbagliato per via dell’accaduto: Brooke viene mollata da Chase per il video sia perché lui giorni prima le aveva fatto promettere niente più sorprese e intanto Peyton continua ad essere furiosa con lei per quanto scoperto. Chase propone a Brooke di andare ugualmente al ballo ma, finito quello, dovranno lasciarsi: Brooke risponde allora che preferisce andarci da sola piuttosto che accompagnata da un ragazzo a cui non importa più di lei. La ragazza va poi a casa di Peyton per dirle che è tutta colpa sua se Chase l'ha mollata e le due iniziano a litigare dicendosene di santa ragione su quanto successo nell’ultimo periodo e sulle cose fatte dall’altra da cui ognuna si è sentita ferita e alla fine della lite Peyton informa Brooke che per quanto la riguarda lei è morta. Brooke decide di invitare Mouth ad accompagnarla al ballo. Dopo lo scontro con Brooke, Peyton non vuole più andare al ballo, ma alla fine Lucas riesce a convincerla. Arrivata l'ora di andare al ballo suonano alla porta di Peyton e lei, elegantissima, va ad aprire, ma invece di Lucas si trova di fronte il falso Derek che la atterra con un pugno.

## Amiche ritrovate
- Titolo originale: You Call It Madness, But I Call It Love
- Diretto da: Thomas J. Wright
- Scritto da: Terrence Coli

### Trama
Tutti sono al ballo, ma Peyton è a casa con il falso Derek, che la porta nello scantinato e la lega ad una sedia con un bavaglio che le copre la bocca. Nel frattempo suonano alla sua porta: è Lucas che, vedendo che lei non apre, crede non abbia voglia di andare al ballo e se ne va, ignaro di cosa stia succedendo, lasciandola in balìa del maniaco. Rachel ritorna e si reca al ballo, ma il preside Turner la ferma dicendole che avrebbe chiamato la polizia se non se ne fosse andata. Lei allora invita tutti nella sua limousine, ma l'unico ad andarci è Mouth. Brooke, ancora scossa per la loro lite e desiderosa di riporre l’ascia di guerra e riappacificarsi una volta per tutte, decide di andare a casa di Peyton per convincerla ad andare al ballo, bussa alla porta, ma non le apre nessuno. Va sul retro, prende la chiave nascosta sotto una pianta ed entra. Il falso Derek si accorge di lei e l'aspetta nello scantinato. Brooke scende le scale e vedendo la porta dello scantinato aperta decide di scendere. Vede Peyton tutta imbavagliata e senza neanche il tempo di dire una parola viene presa alle spalle dal falso Derek, che lega ed imbavaglia anche lei. Lucas manda un sms a Peyton dicendole di chiamarlo, ma al suo posto risponde il falso Derek che gli scrive, spacciandosi per lei, che sarebbe arrivata in ritardo. Intanto, al ballo, a Dan arrivano degli strani sms da qualcuno che dice di sapere che lui è l'assassino di Keith: l’uomo si guarda attorno, ma non capisce chi possa essere a sapere la verità e in un primo momento pensa si tratti di Whitey. Nel frattempo, Glenda dice a Lucas di star leggendo il suo romanzo e che aspetta con ansia i nuovi capitoli, ma lui le confida di aver difficoltà a scrivere la parte riguardante la morte dello zio, non sapendo esattamente cosa sia successo quel giorno, così i due si recano in biblioteca e provano a fargli rivivere quella giornata e lui ammette che, mentre si trovava lì con Peyton e nel periodo successivo, ha voluto soltanto far finta che la dichiarazione di lei fosse dovuta alla situazione e non ai reali sentimenti che li legavano, ma che dentro di sé ha sempre saputo la verità, ma non l’ha voluta ammettere per non ferire Brooke, poi finalmente ricorda un particolare di quella giornata che aveva scordato: prima di portare in salvo Peyton e che Keith venisse ucciso, ha intravisto da lontano, dietro il vetro di un’aula, una ragazza, nascosta, che stava osservando ciò che accadeva e che quindi potrebbe conoscere la verità. A casa di Peyton intanto, Derek va in cucina a prendere un coltello intento ad uccidere Brooke. Sceso nello scantinato la minaccia di ucciderla per fare felice Peyton, visto che la ragazza stessa aveva detto di considerare Brooke morta, ma Peyton gli dice di lasciare stare perché vuole uccidere con le sue stesse mani Brooke. Peyton così lo manipola e riesce a farsi slegare, poi dando a lui un bacio sulle labbra e due schiaffi in pieno viso a Brooke ottiene la sua fiducia riuscendo a farsi dare il coltello. Sembra che sia proprio decisa ad uccidere Brooke, ma facendo una finta verso di lei trafigge il falso Derek al petto facendolo cadere a terra sanguinante, poi cerca di slegare Brooke, ma non riesce a completare l'operazione perché Derek si rialza in piedi e la insegue. Peyton, scappando, si reca verso la sua stanza, dove aspetta Derek e, mentre lui entra, lei lo attacca con la macchinetta per le scosse e lo colpisce con dei pugni allo stomaco. Derek riesce a fermarla e la butta sul letto strappandole il vestito intenzionato a violentarla, ma arriva in suo soccorso Brooke che gli dà una bastonata sulla schiena. Le due ragazze iniziano ad attaccarlo graffiandolo e prendendolo a pugni, lo buttano fuori dalla stanza per poi riuscire a farlo cadere giù per le scale, lasciandolo svenuto. Lentamente scendono le scale con la paura che possa riprendere i sensi, cosa che succede, ma Peyton gli sferra un calcio che gli fa nuovamente perdere i sensi. Vengono poi chiamate la polizia e l'ambulanza: ora le ragazze non sono più in pericolo. Dopo essersi calmate e fatte aiutare dai poliziotti e dagli infermieri, le due finalmente si riavvicinano e decidono di andare al ballo. Intanto, Mouth e Rachel sono all'aeroporto, e viene chiamato il volo di lei. Rachel chiede a Mouth di seguirla, lui le dice di no perché a suo parere sarebbe un suicidio andarsene pochi giorni prima del diploma, ma poi ci ripensa e parte con lei. Al ballo, Dan chiama il numero da cui riceveva quegli strani sms e seguendo lo squillo della suoneria vede un cellulare illuminato a terra, alza gli occhi e si ritrova di fronte Lucas che lo fissa con sguardo indagatore. Dan gli chiede se il cellulare fosse suo, ma Lucas risponde di no, però chi mandava quei messaggi era ed è un testimone dell'assassinio di Keith. Nel frattempo, Peyton e Brooke arrivano al ballo e subito Brooke viene eletta reginetta.

## Viaggio a Honey Grove
- Titolo originale: It Gets the Worst at Night
- Diretto da: Greg Prange
- Scritto da: Mark Schwahn and Jim Lee

### Trama
Lucas, Peyton, Brooke, Nathan, Haley e Skills si recano nella cittadina sperduta di Honey Grove per soccorrere Mouth che è stato arrestato per aver dormito su una panchina dopo essere scappato da Rachel, che ha le idee un po' "confuse" riguardo all'amore della sua vita. L'inizio del viaggio non è dei più allegri: Peyton e Brooke risentono ancora della brutta esperienza con il finto Derek e gli altri ripensano alla morte di Jimmy. Lucas, sfogliando l'annuario scolastico, vede la foto di Abby Brown, la ragazza che ha ricordato di aver visto nascosta poco prima della morte di Keith. A metà strada, la macchina si ferma per via di un guasto, ma per fortuna passa una roulotte dalla quale scende Chris Keller, che scorta il gruppo fino a Honey Grove. Nel frattempo, Mouth fa amicizia con i suoi compagni di cella, che in principio gli erano sembrati individui minacciosi e pericolosi. Una volta arrivato, il gruppo si sistema in un hotel e quando Lucas ha modo di guardare nuovamente l'annuario e parlare con Skills, questi lo fa riflettere su quanto fosse stato strano che Jimmy avesse avuto pena per Abby (che soffriva di diabete e stava avendo una crisi) decidendo di lasciarla andare, ma non Keith, che era una persona che conosceva da tempo e che stimava. Queste considerazioni portano Lucas a riflettere nuovamente sui buchi di quella triste storia. Gli amici scoprono che nel villaggio è in programma un ballo studentesco e decidono di parteciparvi, visto che il loro è stato un fiasco completo. Intanto, Haley propone a Brooke di ritrasferirsi nel suo vecchio appartamento fino alla fine dell'anno scolastico, dato che non può più stare da Rachel ora che lei se n’è andata e visto che lei e Nathan ormai stanno da Deb per non dover pagare l'affitto e avere l'opportunità di controllarla dopo la disintossicazione. Durante la festa, Lucas e Peyton decidono che è arrivato il momento di fare l'amore per la prima volta e quindi si ritirano da soli in una delle stanze, ma, dopo che si sono addormentati, il gruppo, di ritorno dal ballo, entra in camera non sapendo ci fossero loro e Brooke, vedendoli, se ne va turbata. Inoltre, durante la serata, quest'ultima ha anche rivelato a Haley di essere stata lei ad aver rubato il test e che Rachel si è presa la colpa al posto suo: Haley se la prende moltissimo e durante la notte riflette sulla situazione per capire come comportarsi nei confronti dell'amica e, il mattino seguente, decide di perdonarla. Intanto, Peyton parla con Brooke, che, dopo la notte scorsa, ha capito di essere finalmente andata avanti e di riuscire ormai a superare senza problemi il fatto che l'amica e Lucas sono una coppia, così le due si chiariscono una volta per tutte, rinsaldando la loro amicizia, e decidono di vivere insieme nell’appartamento di Brooke in modo da non restare sole, essendo ancora molto turbate dagli ultimi avvenimenti. Il gruppo fa poi ritorno a Tree Hill assieme all'inseparabile amico Mouth. Dan e Karen invece si stanno avvicinando sempre di più, mentre l'uomo scopre che è stata Abby a inviargli dei messaggi inquietanti riguardo all'omicidio di Keith, facendogli intendere che qualcuno sa cosa ha fatto. Un investigatore federale chiama Nathan per informarlo che stanno effettuando degli accertamenti riguardo alle partite truccate e a quanto pare non indagano su di lui, ma su Lucas.

## Tutta la verità
- Titolo originale: The Runaway Found
- Diretto da: David Jackson
- Scritto da: Mark Schwahn

### Trama
Lucas si reca a casa di Abby per sapere cos'ha visto il giorno in cui Jimmy decise di lasciarla scappare perché soffriva di diabete, ma nessuno gli apre la porta, nonostante le luci in casa siano accese. Successivamente il ragazzo riesce ad entrare nell'abitazione e a parlare con la ragazza, la quale in principio finge di non ricordare nemmeno della propria madre in seguito allo shock del giorno in cui morirono Keith e Jimmy. In seguito però decide di aprirsi e rivelargli ciò che sa riguardo alla morte dello zio. Nel frattempo scoppia il caso delle partite truccate: i giornalisti assediano la scuola così Lucas, sotto richiesta di Haley, se ne prende la colpa. Quando Nathan lo viene a sapere decide di rivelare a tutti la verità per non diventare un arrivista come suo padre, pur sapendo che in questo modo non potrà più giocare al college. Il coach Whitey viene a sapere dell'accaduto e quando Lucas se ne prende la colpa gli rinfaccia che suo zio Keith sarebbe estremamente deluso dal suo comportamento. In una conferenza stampa Nathan si confessa, mandando in frantumi il proprio futuro come giocatore ma salvando la sua integrità morale e i suoi amici. Ovviamente il coach rimane deluso da lui e glielo fa intendere senza troppi giri di parole. Peyton fa continuamente incubi sul falso Derek, così decide di fargli visita in cella, ma l'incontro la turba ulteriormente, visto che lui l'accusa di essersi cercata ciò che le è capitato, mostrando la sua vita e i suoi segreti al web a gente sconosciuta che non avrebbe dovuto sapere niente di lei. Brooke e Peyton non si danno per vinte e scoprono tramite internet la sua tragica storia: il suo vero nome è Ian Banks e la sua ex ragazza, molto somigliante a Peyton, morì in seguito ad un incidente stradale del quale lui si prese la colpa perché era alla guida. Le due amiche si recano nuovamente da lui in carcere e parlando di questo fatto riescono a liberarsi delle loro paure e ad aiutare anche il ragazzo che deve fare i conti con la propria coscienza. Brooke sistema la camera di Peyton per darle modo di iniziare una nuova vita serena e priva di incubi riguardanti il maniaco: le due, più unite che mai, vengono raggiunte poi anche da Haley e tutte insieme si definiscono vicendevolmente delle guerriere per via di tutto quello che sono riuscite a superare e ora sono più forti che mai. Nel frattempo un altro crimine viene svelato: Abby rinfaccia a Dan di sapere che è stato lui a uccidere Keith. Dopodiché, la ragazza di nascosto si reca da Lucas e gli confessa finalmente tutto quello che ha visto, dicendogli però che ha intenzione di lasciare la città; in virtù di questo il ragazzo non può muovere accuse contro il padre perché non ha prove tangibili né testimoni. Ora che Lucas sa che Dan è l'assassino dello zio torna a casa con l'intento di parlarne alla madre, ma la trova in dolce compagnia di Dan: i due si stanno baciando e lui ne rimane sconvolto.

## L'annuario
- Titolo originale: Ashes of Dreams You Let Die
- Diretto da: Michael Lange
- Scritto da: John A. Norris

### Trama
Dopo la verità sui recenti avvenimenti è arrivato il momento delle conseguenze. L'episodio inizia dove si era concluso il precedente: Lucas affronta Dan riguardo a ciò che ha scoperto, ma il padre nega tutto e, anzi, cerca di convincere Karen che il figlio abbia problemi psicologici, traumi legati alla morte dello zio. Karen non può pensare che Dan possa essere davvero arrivato ad uccidere il suo stesso fratello e padre del bambino che porta in grembo, così cerca di tranquillizzare Lucas. Questi si reca in commissariato per denunciare il padre ma non avendo prove della sua colpevolezza e grazie al tempestivo arrivo dello stesso Dan il suo piano va a rotoli. A breve arriverà il giorno del diploma e tutti attendono con ansia l'annuario scolastico, una scusa per scambiarsi dediche e firme e ricordare il passato scolastico attraverso delle fotografie e tanti ricordi. Brooke decide di rivelare ciò che prova per Chase scrivendoglielo nel suo annuario, ma rimane delusa quando il ragazzo non fa altrettanto e le riserva una dedica molto distaccata. Parlando del futuro una volta terminata la scuola, si scopre che Peyton aveva fatto domanda, prima di mettersi con Lucas, per un corso di management musicale della durata di tre mesi al quale è stata accettata, ma non sa come dirlo al ragazzo visto che la sede del corso è a Los Angeles. Brooke passerà l'estate nella stessa città, visto che ora vi abitano i suoi genitori, ed è elettrizzata al pensiero di trascorrerla in compagnia dell'amica ritrovata, alla quale consiglia di parlare apertamente col fidanzato. Alla fine, Peyton riesce a parlare con Lucas e lui si dimostra felice per lei e per questa sua opportunità e propositivo e le dice che non può farsi sfuggire quest’opportunità perché sa che lei è destinata a grandi cose e che il loro amore riuscirà a resistere alla distanza. Lucas viene poi a scoprire tramite Haley che Deb nasconde una pistola in casa con la quale si esercita al poligono di tiro. Si reca nella sua abitazione e sottrae la pistola. Nathan viene rifiutato dalla Duke e da molte altre università dopo lo scandalo delle partite e sempre per quella faccenda Haley viene esclusa dall'incarico del discorso del diploma, ma Whitey decide di dar loro una mano. Sprona il giovane a fare domanda in altre università oppure trovarsi un impiego. Armato di forza di volontà il giovane si dà da fare e si reca anche dal preside per convincerlo a lasciare che sia Haley a fare il discorso di fine anno al quale teneva moltissimo. Brooke riesce a parlare con Chase, il quale le rivela di provare le stesse cose che lei ha scritto sul suo annuario, ma di non aver avuto il coraggio di aprirsi per paura di soffrire nuovamente: un dolce bacio sancisce la loro riappacificazione. Mouth scopre che negli annuari è stato escluso Jimmy Edwards e cerca così di dare giusta memoria all'amico scomparso, coinvolgendo i compagni di scuola che decidono di lasciare una dedica nel suo annuario che successivamente Mouth consegna alla madre di Jimmy. Intanto, Lucas si reca da Dan, prima mettendolo in allarme inviandogli un sms spacciandosi per Abby e quando vede che lui resta turbato dal messaggio ha la conferma che è stato davvero lui ad uccidere Keith e lo minaccia con una pistola davanti alla madre. Le stress della situazione provoca un malore a Karen, facendola svenire.

## Il giorno del diploma
- Titolo originale: The Birth and Death of The Day
- Diretto da: Greg Prange
- Scritto da: Mark Schwahn

### Trama
L'episodio si apre con Lucas che, dopo aver visto la madre svenire, intima a Dan di non avvicinarsi a lei nemmeno per soccorrerla e, per fargli capire che non sta scherzando, spara un colpo a vuoto contro la parete, vicino alla testa dell'uomo. Questi se ne va e Lucas porta la madre in ospedale. Arrivati Nathan, Haley e Deb, quest'ultima, vedendo Lucas chiedere a Haley se aveva confidato a qualcuno che teneva una pistola in casa, inizia a insospettirsi, visto che la pistola è scomparsa. Quando Haley le conferma di averne parlato a Lucas la donna intuisce che è stato il giovane a rubargliela e per confutare ogni dubbio si reca a casa di Karen dove trova un bossolo e il buco sul muro. Intanto Nathan viene scartato da tutte le università per la questione dei punti della semifinale così accetta un lavoro all'acciaieria del padre di Skills. Le condizioni di Karen peggiorano, quindi le fanno un cesareo per far nascere la bambina e cercare di salvare la vita di entrambe. A sostenere Lucas ci sono Peyton, Nathan, Haley e Deb. Quest'ultima gli dice di aver scoperto la pistola e si fa raccontare quanto è successo. Una volta scoperta la verità su Dan rimane spiazzata perché ricorda che Dan si era convinto che fosse stato Keith, e non lei, a tentare di ucciderlo dando fuoco alla sua concessionaria e, sentendosi in colpa, oltre che per il bene comune, informa Lucas che lo aiuterà e gli promette che il crimine di Dan non rimarrà impunito, seppur intimandolo di non fare più sciocchezze come quella. Intanto Brooke confessa al preside Turner di essere stata lei a rubare il test per passare l'esame di calcolo e non Rachel. Dopo un'attenta riflessione sull'evoluzione positiva di Brooke durante il suo percorso di studi, l'uomo decide di non denunciarla e di farle passare l'anno: in quel momento arriva Chase, preoccupato per la sorte della ragazza, e i due escono spensierati e felici dalla scuola. Haley dà a Lucas il regalo che la madre voleva dargli per il diploma: il libro che lui stava scrivendo rilegato e accompagnato da una dedica molto sentita che lo sprona a terminarne la stesura. Deb informa il figlio che è stato il padre ad uccidere suo zio Keith e Nathan, sconvolto, si reca da lui dicendogli che per lui non esiste più e che non vedrà mai suo nipote che sta per nascere. Dan, dilaniato dai rimorsi di coscienza, decide finalmente di costituirsi. Arriva il momento della cerimonia dei diplomi, ma Lucas preferirebbe stare vicino alla madre, però Deb lo rassicura che lo avviserà qualora dovessero insorgere complicazioni e Peyton, accompagnata dal resto del gruppo, gli dice che se non andrà alla cerimonia, non lo farà nessuno di loro, convincendolo a partecipare. Karen peggiora e Lucas ne viene informato proprio durante il discorso di commiato, durante il quale invece Haley entra in travaglio.

## Serata di addio
- Titolo originale: All Of A Sudden I Miss Everyone
- Diretto da: Mark Schwahn
- Scritto da: Mark Schwahn

### Trama
Haley dà alla luce il suo bambino, che viene chiamato James Lucas Scott. Karen, dopo un sogno in cui reincontra l'amato Keith e la figlia cresciuta e dopo aver parlato con lui circa il proprio futuro, si risveglia dal coma e decide di chiamare la figlia Lilly Roe Scott. Passano due settimane. Peyton ricrea la situazione del primo incontro con Lucas vicino al laghetto quando lui la soccorse con la macchina in panne nel primo episodio dicendo di sentirsi nostalgica. Inoltre, i diplomati organizzano una festa di addio al liceo a cui partecipano tutti quanti, compresa Rachel, che ha ottenuto il suo diploma in absentia visto che nell'episodio precedente Brooke l'ha scagionata dalle accuse che l'avevano fatta espellere dalla scuola. Haley e Nathan chiedono a Lucas e Brooke di essere rispettivamente il padrino e la madrina di James e Lucas decide di accettare l'offerta di Whitey di fargli da assistente nello stesso college dove andranno Haley e Nathan e dove Whitey, in qualità di nuovo coach, ha deciso di prendere quest’ultimo per fargli proseguire la carriera sportiva. In questo modo Whitney proseguirà il suo lavoro di coach e i suoi pupilli potranno continuare ad accostarsi al mondo del basket, insieme, e Lucas potrà stare vicino al fratello e a Haley durante la crescita del bambino e dar loro una mano, oltre ad essere felice per aver trovato un modo per restare nel mondo del basket anche senza giocare. In seguito, Peyton confida a Lucas di non volerlo lasciare, ma i due si promettono che non importa quel che accadrà, loro si ameranno per sempre. Invece, la ragazza e Brooke ribadiscono di essere contente di passare i prossimi mesi insieme e di essere riuscite a superare le loro divergenze e il triangolo con Lucas: ora sanno di essere entrambe più forti, così come lo è diventata la loro amicizia. Dan riceve la visita di Karen in prigione, che lo disprezza per ciò che ha fatto e lo tratta come merita. Dopo questo colloquio l'uomo tenta il suicidio impiccandosi, ma il lenzuolo al quale è legato non regge impedendogli di decretare la propria fine. Brooke e Chase vivono la loro prima volta in macchina, durante la festa, e Mouth ha l'opportunità di chiarirsi con Shelley, che nel frattempo ha abbandonato le Ragazze Oneste, decidendo che era arrivata l'ora di staccarsene e di proseguire la sua vita. Per presenziare alla festa Nathan e Haley lasciano James a Deb, ma si scoprono estremamente ansiosi tanto che arrivano a telefonarle otto volte per sapere del figlio e tornano troppo presto dalla festa. La neo nonna così intima loro di tornare alla festa a divertirsi e a godersi una serata che ricorderanno per il resto della loro vita. Nathan e Lucas riflettono se sia il caso o meno di andare a trovare Dan in prigione, ma giungono alla conclusione che l'uomo li ha sempre manovrati per i suoi scopi e ha rovinato loro la vita e che quindi è ora che vivano le loro vite senza preoccuparsi più di lui. I ragazzi vanno poi a River Court per farsi una promessa: qualunque cosa accadrà in futuro, ovunque li porteranno le loro strade, quattro anni dopo si ritroveranno in quel campo, tutti, ancora insieme, ancora amici. Per sempre. L'episodio si conclude con abbracci sentiti e un commovente inizio di partita tra due fratelli, che a inizio serie si erano scontrati su quello stesso campo odiandosi, mentre ora sono più legati che mai.